# Вийнисту

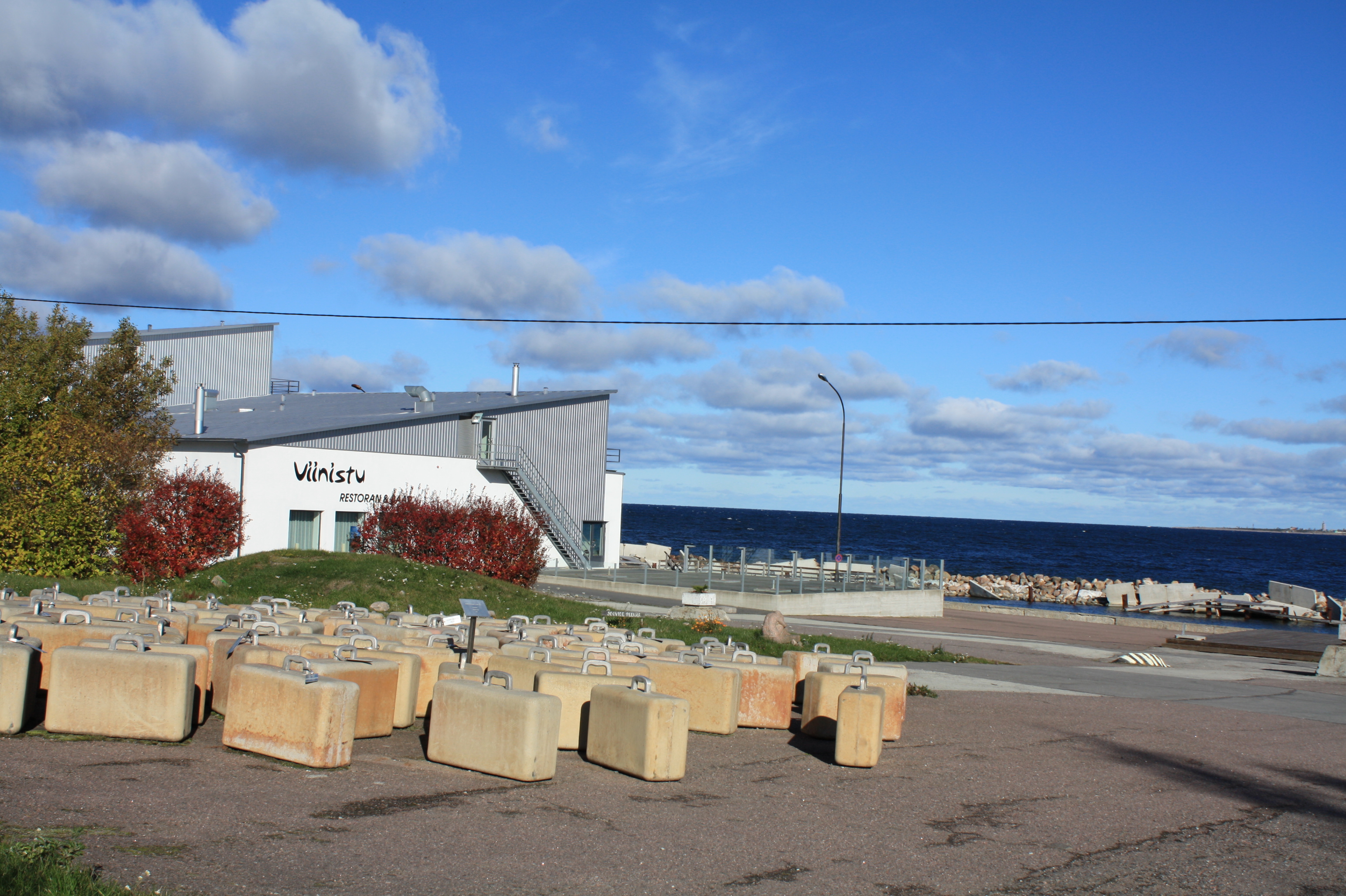
Художественный музей Вийнисту

Вийнисту или Винисту (эст. Viinistu), ранее также Винисто и Виннисто — прибрежная деревня на севере Эстонии в волости Куусалу, уезд Харьюмаа. 

## География и описание
Деревня расположена в национальном парке Лахемаа на полуострове Пурикаринем. Расстояние до Таллина по шоссе — 64 км. Высота над уровнем моря — 18 метров.
Климат умеренный. Официальный язык — эстонский. Почтовый индекс — 74701.

## Население
По данным переписи населения 2021 года, в Вийнисту проживали 97 человек, из них 93 (96,9 %) — эстонцы.
Численность населения деревни Вийнисту по данным переписей населения:
| Год  | 1959 | 1970  | 1979  | 1989  | 2000  | 2011  | 2021 |
| ---- | ---- | ----- | ----- | ----- | ----- | ----- | ---- |
| Чел. | 213  | ↘ 196 | ↘ 194 | ↗ 272 | ↘ 171 | ↘ 119 | ↘ 97 |

## Достопримечательности
В деревне находится Сельский музей Виннисту, а также частный Художественный музей Вийнисту, принадлежащий эстонскому политику и бизнесмену Яну Манитски.
Cельский музей был создан в начале 1960-х годов, его экспонаты получены от деревенских жителей, это старинные орудия труда и предметы быта, в том числе орудия для ловли рыбы и тюленей, старые фотографии здешних жителей и строений. В музее можно послушать местные предания и сказания и язык прибрежных жителей – куусалуский диалект. 

## Известные уроженцы
- Варма, Александер (1890—1970) — президент Эстонской Республики в изгнании (1963—1970).